# Lucienne Laurence
Lucienne Laurence (née Lucienne Odette Balestie à Bordeaux le 6 mars 1921 et morte à Paris 13e le 20 février 1980) est une actrice française.

## Biographie
Lucienne Laurence a été l'épouse de l'écrivain Gilbert Dupé de 1942 à 1949, période correspondant à sa carrière d'actrice.

## Filmographie
- 1945 : Échec au roy de Jean-Paul Paulin
- 1945 : La Ferme du pendu de Jean Dréville
- 1947 : Le Bateau à soupe de Maurice Gleize
- 1947 : Le Village perdu de Christian Stengel
- 1948 : Les Drames du bois de Boulogne, de Jacques Loew (court métrage)